# Wolfstein (Fichtelgebirge)
Der Wolfstein ist ein Berg des Fichtelgebirges, der sich im gemeindefreien Gebiet Vordorfer Forst befindet. Er ist 754 m ü. NHN hoch und liegt etwa einen Kilometer südwestlich des Tröstauer Gemeindeteils Vordorfermühle. Unmittelbar südlich schließt sich das Gebiet Tröstauer Forst-West an.
Der Hügel ist bewaldet und über Wanderwege erreichbar. Auf dem Wolfstein finden sich Steinhaufen. Diese sollen laut einer Sage einen Heidenfriedhof darstellen; dies ist allerdings nicht belegt. Etwa einen halben Kilometer westlich befindet sich die Schmierofenhütte, etwa zwei Kilometer liegt der Seehügel entfernt.